# Kärkna (stacja kolejowa)
Kärkna – stacja kolejowa w miejscowości Kärkna, w prowincji Tartu, w Estonii. Położona jest na linii Tapa - Tartu. 
Stacja położona jest przy terminalu paliw, do którego ze stacji prowadzą bocznice. Nowy peron, otwarty 27 maja 2012, znajduje się ok. 400 m na południe (w stronę Tartu) od wjazdu na stację.

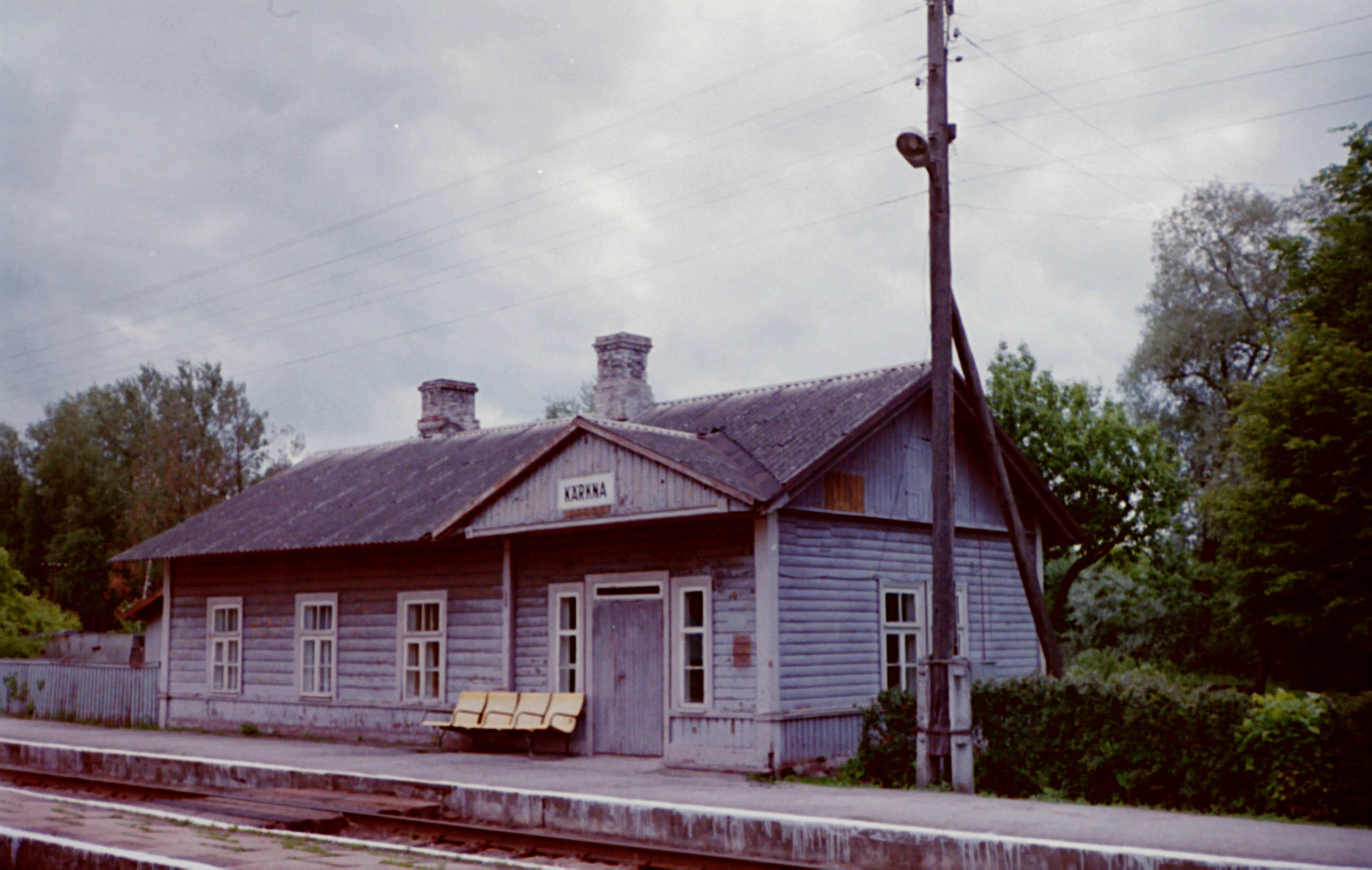
Budynek stacyjny i perony w 1995
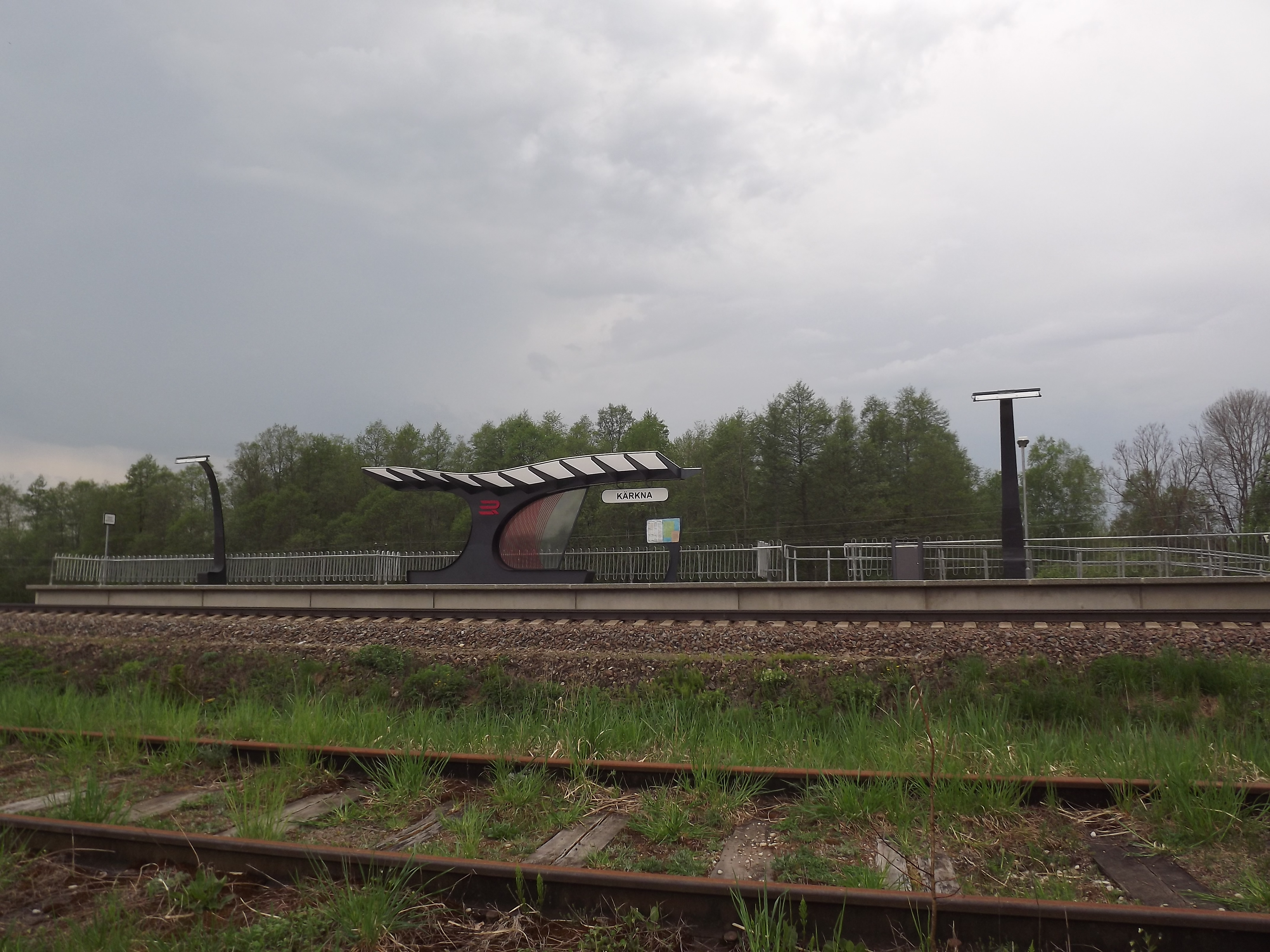
Peron